# Катастрофа Short 360 под Эдинбургом
Катастрофа Short 360 под Эдинбургом — авиационная катастрофа, произошедшая 27 февраля 2001 года. Авиалайнер Short 360-100 авиакомпании Loganair выполнял регулярный почтовый рейс LC670A (для Королевской почты Великобритании) по маршруту Эдинбург—Белфаст, но через 21 минуту после взлёта рухнул в залив Ферт-оф-Форт при аварийной посадке на воду и разрушился. Оба пилота на его борту погибли.

## Самолёт
Short 360-100 (регистрационный номер G-BNMT, серийный SH.3723) был выпущен в 1987 году (первый полёт совершил 13 июля). 28 сентября того же года был передан авиакомпании American Eagle Airlines (борт N160DD). 7 мая 1998 года был куплен авиакомпанией Loganair (в ней его бортовой номер сменился на G-BNMT), но выполнял рейсы для авиакомпании British Airways, в которой получил имя Cockerel of Lowicz. Оснащён двумя турбовинтовыми двигателями Pratt & Whitney Canada PT6A-67R. Пассажирские кресла были убраны из салона для его использования в качестве грузового отсека; сертификат лётной годности лайнера был до 15 октября 2001 года.

## Экипаж
Экипаж рейса LC670A состоял из двух пилотов:
- Командир воздушного судна (КВС) — 58-летний Карл Мейсон (англ. Carl Mason). Житель Эра (Шотландия). Очень опытный пилот, проходил службу в Королевских ВВС Великобритании (где управлял вертолётами Bell 214ST и Sikorsky S-61 и неоднократно принимал участие в учениях в Северном море), в авиакомпании Loganair проработал 2 года (со 2 февраля 1999 года). В должности командира Short 360 — с июня 1999 года. Налетал 13 569 часов, 972 из них на Short 360.
- Второй пилот — 29-летний Рассел Диксон (англ. Russell Dixon). Житель Оксфордшира (Англия). Малоопытный пилот, устроился в авиакомпанию Loganair 13 декабря 2000 года (проработал в ней 2 месяца) на должность второго пилота Short 360 (при этом квалификацию второго пилота получил в сентябре 2000 года). Налетал 438 часов, 72 из них на Short 360.

## Хронология событий
Short 360-100 борт G-BNMT приземлился в Эдинбурге в 00:03 BST и был припаркован на стоянке аэропорта Эдинбурга (место №31); в это время в аэропорту шёл лёгкий и умеренный снегопад. В 15:03, после окончания подготовки рейса LC670A к вылету в Белфаст (на борту лайнера находилось 1040 килограммов груза), пилоты получили разрешение на взлёт, но уже в 15:12 они передали авиадиспетчеру (и затем представителям Loganair) об отмене взлёта из-за технической неисправности — не запускались генераторы обоих двигателей. Наземный авиамеханик провёл диагностику, в ходе которой двигатели были дважды успешно запущены, а других неисправностей обнаружено не было.
Рейс 670A вылетел из Эдинбурга в 17:10 с ВПП №06, но уже через несколько секунд после взлёта на высоте 365 метров произошло резкое снижение мощности двигателей. На высоте 670 метров второй пилот включил противообледенительные системы, а КВС переключился на другую радиочастоту; через 4 секунды после этого мощность обоих двигателей резко упала до нуля, и лайнер полностью потерял тягу. Второй пилот передал сигнал «Mayday», а командир начал снижение на скорости 203 км/ч и развернул самолёт в сторону аэропорта вылета.
Примерно в 17:25, поняв, что они не смогут долететь до берега, пилоты приготовились к аварийной посадке на воды залива Ферт-оф-Форт. В 17:31 BST на скорости 159 км/ч с углом наклона носа 6,8° вверх и углом наклона левого крыла 3,6° вниз рейс LC670A врезался в воду под углом 109° в 65 метрах от берега; от удара о воду лайнер разорвало на три части — хвостовая часть оторвалась после первого касания о воду и вскоре была прибита к берегу залива, средняя часть с крыльями воткнулась в воду в перпендикулярном положении, а полуразрушенная от удара о воду носовая часть с кабиной пилотов изначально ушла на глубину 6 метров, но впоследствии частично отделилась от средней части фюзеляжа и наполовину всплыла на поверхность залива. Оба пилота на борту самолёта погибли.

## Расследование
Расследование причин катастрофы рейса LC670A проводил Отдел по расследованию авиационных происшествий (AAIB).
Окончательный отчёт расследования был опубликован в марте 2003 года.

## Культурные аспекты
Катастрофа рейса 670A Loganair показана в 25 сезоне канадского документального телесериала Расследования авиакатастроф в серии Беспомощное падение